# Johannes Baumann
Johannes Baumann, född 27 november 1874, död 8 september 1953, var en schweizisk politiker.
Baumann var köpmansson från halvkantonen Appenzell Ausserrhoden, studerade juridik i Basel, Bern, Leipzig och Zürich och blev 1898 juris doktor. Han verkade därefter som domare i hemtrakterna under fem år. 1905 blev han ledamot av kantonalregeringen och sändes 1911 av kantonen som dess representant till ständerrådet, vars president han var 1920–1921. 1934 blev han medlem av det schweiziska förbundsrådet och var 1938 dess president. 1940 lämnade han av hälsoskäl förbundsrådet. Baumann gjorde sig främst känd genom införande av lagstiftning till statens skydd, för att hindra möjligheten för odemokratiska partier att missbruka demokratin för att skaffa sig makt.